# Fresenius Medical Care
A Fresenius Medical Care é uma empresa alemã com várias vertentes de actividade na área da saúde, sendo os dois mais conhecidos a sua dedicação ao fabrico máquinas de hemodiálise, dializadores (rim artificial), linhas de sangue e muitos outros consumíveis hospitalares e a sua rede de prestação de serviços de diálise (NephroCare). Fabrica as mais modernas máquinas de hemodiálise do mundo e presta os serviços de (Hemodiálise) mais evoluídos do mercado. É lider mundial neste setor de hemodialise.